# Puerto del Carmen
Puerto del Carmen es una localidad española del municipio de Tías, en la isla de Lanzarote, comunidad autónoma de Canarias. Es la principal zona turística de la isla y se extiende a lo largo de unos 7 km de costa, en los que hay varias playas y hoteles con capacidad para hasta 30 000 personas. Con una población empadronada de 11 319 habitantes (INE 2022), se convierte en la segunda localidad más poblada de Lanzarote, solo por detrás de la capital, Arrecife, así como la tercera entidad de población, tras la capital y Playa Blanca. Se encuentra situado a muy corta distancia del aeropuerto de Lanzarote en la costa oriental de la isla, a resguardo de los vientos alisios que soplan constantemente desde el Océano Atlántico. 

## Historia
La zona de Puerto del Carmen era habitada antes de la llegada de los Normandos a la isla y, al menos desde el siglo XVI, conocida con el nombre de Tiñosa, así aparece en los mapas de Torriani (como Tinosa), de Brihuela/Cosala (como La Tiñosa), de P. A. del Castillo (como La Tiñoça) y de Riviere (como La Tinosa). Topónimo probablemente de origen guanche, adaptado a la fonética del español y emparentado con otras variantes léxicas como Tiñor en El Hierro o Tiñoa en Tenerife.
Tras La conquista se convierte en lugar de fondeo. En 1591 Leonardo Torriani, hace referencia al Puerto natural de la Tiñosa. Posteriormente adquiere importancia con el comercio de la barrilla.
En 1900 es declarado como Puerto de Interés General, distinción que perdió en 1928 en favor de Arrecife. Es partir de 1.904 cuando La Tiñosa aparece como núcleo de población, una aldea de 194 habitantes, principalmente dedicados a la pesca. Es en 1957 cuando el pueblito marinero pasó a denominarse Puerto del Carmen, en honor a Nuestra Señora del Carmen.
Desde la apertura del Hotel los Fariones en 1967, atrae a turistas de toda Europa, tanto de España como de Irlanda, Reino Unido, Alemania y Escandinavia. El paseo conocido como "Avenida de las Playas" contiene multitud de restaurantes, tiendas, bares y casinos.
Desde la costa se ha ido extendiendo hacia el interior, hasta una distancia de aproximadamente un kilómetro.

## Playas
A lo largo de la costa de Puerto del Carmen se extiende una sucesión de playas y calas siendo Los Fariones y la playa Blanca más conocida como Grande, las más importantes. Esta última es una playa de arena dorada de 1190 metros de longitud y cuenta con servicios básicos como acceso para discapacitados, aseos o aparcamiento.
Playa Chica es el mejor lugar de Lanzarote para el buceo. Tiene más de 10 sitios de buceo diferentes, tanto desde la costa como desde el barco.

## Festividades
Entre los principales eventos que tienen lugar en Puerto del Carmen cabe destacar el Desfile de Carnaval en el mes de febrero, el certamen Ironman en mayo, el Triatlón Puerto del Carmen - clasificatorio para el campeonato de España en junio y las Fiestas de Ntra. Sra. del Carmen a finales de julio.